# Associazione Calcio Carpi 1946-1947
Questa pagina raccoglie le informazioni riguardanti l'Associazione Calcio Carpi nelle competizioni ufficiali della stagione 1946-1947.

## Stagione
Nella stagione 1946-1947 il Carpi ha disputato il girone A del campionato di Serie C della Lega Interregionale Centro, piazzandosi in decima posizione in classifica con 24 punti. Il torneo è stato vinto con 36 punti dalla Centese, davanti alla coppia composta da Finale Emilia e Bondenese con 34 punti.

## Rosa
| N. |                   | Ruolo | Calciatore          |
| -- | ----------------- | ----- | ------------------- |
|    | Italia (bandiera) | P     | Oscar Agosti        |
|    | Italia (bandiera) | C     | Lorelliano Ascari   |
|    | Italia (bandiera) | A     | Silvio Bandini      |
|    | Italia (bandiera) | D     | Narciso Benetti     |
|    | Italia (bandiera) | A     | Casoli              |
|    | Italia (bandiera) | D     | Turiddu Davoli      |
|    | Italia (bandiera) | C     | Carlo Forghieri     |
|    | Italia (bandiera) | P     | Jules Ghizzoni      |
|    | Italia (bandiera) | A     | Mario Guandalini    |
|    | Italia (bandiera) | D     | Augusto Lancellotti |
|    | Italia (bandiera) | C     | Magnanini           |

| N. |                   | Ruolo | Calciatore          |
| -- | ----------------- | ----- | ------------------- |
|    | Italia (bandiera) | A     | Emilio Manicardi    |
|    | Italia (bandiera) | A     | Sergio Manni        |
|    | Italia (bandiera) | C     | Romolo Marchesini   |
|    | Italia (bandiera) | D     | Silvano Nicolini    |
|    | Italia (bandiera) | C     | Ebro Nicolini       |
|    | Italia (bandiera) | C     | Giuseppe Pantaleoni |
|    | Italia (bandiera) | P     | Rizzi               |
|    | Italia (bandiera) | A     | Giorgio Soliani     |
|    | Italia (bandiera) | D     | Vittorio Soliani    |
|    | Italia (bandiera) | D     | Valentini           |